# Droga wojewódzka nr 169
Droga wojewódzka nr 169 (DW169) – droga wojewódzka w woj. zachodniopomorskim o długości 35 km łącząca Białogard z drogą nr 11 pod Bobolicami. Droga przebiega przez powiat koszaliński, białogardzki i podlega Rejonowi Dróg Wojewódzkich Białogard.
Zachodniopomorski Zarząd Dróg Wojewódzkich w Koszalinie określił ją jako drogę klasy G.
Droga na odcinku Byszyno (skrzyżowanie z drogą wojewódzką nr 163) – Tychowo (skrzyżowanie z drogą wojewódzką nr 167) pozbawiona została kategorii drogi wojewódzkiej na mocy uchwały 1932/19 Zarządu Województwa Zachodniopomorskiego z 12 listopada 2019 roku.

## Miejscowości leżące przy trasie DW169
- Byszyno
- Tychowo
- Głodowa